# Hohenbrugg-Weinberg
Hohenbrugg-Weinberg is een voormalige gemeente in de Oostenrijkse deelstaat Stiermarken, die deel uitmaakte van het district Südoststeiermark.
De gemeente Hohenbrugg-Weinberg telde in 2013 970 inwoners en bestond uit de ortschaften  Hohenbrugg an der Raab en Weinberg an der Raab, beide gelegen op de linkeroever van de Raab. In 2015 ging ze bij een herindeling, samen met Hatzendorf, Pertlstein en Johnsdorf-Brunn, op in de gemeente Fehring.
Bad Gleichenberg · Bad Radkersburg · Deutsch Goritz · Edelsbach bei Feldbach · Eichkögl · Fehring · Feldbach · Gnas · Halbenrain · Jagerberg · Kapfenstein · Kirchbach-Zerlach · Kirchberg an der Raab · Klöch · Mettersdorf am Saßbach · Mureck · Paldau · Pirching am Traubenberg · Riegersburg · Sankt Anna am Aigen · Sankt Peter am Ottersbach · Sankt Stefan im Rosental · Straden · Tieschen · Unterlamm
- Gemeinsame Normdatei: 4594237-7
- Virtual International Authority File: 245410796
- WorldCat: E39PBJhH6QfxbH6HBrbDWyBpT3